# Microstylum morosum
Microstylum morosum là một loài ruồi trong họ Asilidae. Microstylum morosum được Loew miêu tả năm 1872.